# Stanislav Ivanov
Stanislav Ivanov (ros. Станислав Вячеславович Иванов, Stanisław Wiaczesławowicz Iwanow; ur. 7 października 1980 w Tyraspolu) – mołdawski piłkarz grający na pozycji środkowego pomocnika. Posiada także obywatelstwo rosyjskie.

## Kariera klubowa
Iwanow jest wychowankiem klubu Sheriff Tyraspol. W 1998 roku zadebiutował w jego barwach w rozgrywkach mołdawskiej ekstraklasy. W 1999 roku osiągnął swój pierwszy sukces w dorosłej piłce – zdobycie Pucharu Mołdawii. W 2000 roku został wicemistrzem kraju, a w 2001 roku po raz pierwszy w karierze został mistrzem kraju, jednocześnie zdobywając krajowy puchar. W 2002 roku znów wywalczył dublet, a w 2003 i 2004 kolejne tytuły mistrza Mołdawii. Dla Szeriffu przez 6 lat Iwanow wystąpił w 141 meczach i zdobył 16 bramek.
W lipcu 2004 Iwanow na zasadzie wolnego transferu przeszedł do FK Moskwa. Od czasu przejścia do stołecznego klubu stał się podstawowym zawodnikiem. W drużynie FK spotkał dwóch swoich rodaków: Radu Rebeję, a następnie także Alexandru Epureanu. Największe do tej pory sukcesy w FK Moskwa to 5. miejsce w 2005 roku i 6. w 2006. Z kolei w 2007 roku zajął z FK Moskwa 4. pozycję.
W 2009 roku Iwanow został zawodnikiem Lokomotiwu Moskwa. z jego barwach zadebiutował 19 kwietnia w zremisowanym 1:1 domowym spotkaniu z Zenitem Petersburg. W trakcie sezonu został wypożyczony do Krylji Sowietow Samara, a w 2010 roku odszedł na wypożyczenie do FK Rostów. W 2011 roku wrócił do Lokomotiwu.
W 2012 roku Iwanow wrócił do Sheriffu Tyraspol.
| Sezon   | Klub                   | Kraj     | Rozgrywki         | Mecze | Bramki |
| ------- | ---------------------- | -------- | ----------------- | ----- | ------ |
| 1998/99 | Sheriff Tyraspol       | Mołdawia | Divizia Națională | 16    | 1      |
| 1999/00 | Sheriff Tyraspol       | Mołdawia | Divizia Națională | 33    | 6      |
| 2000/01 | Sheriff Tyraspol       | Mołdawia | Divizia Națională | 18    | 4      |
| 2001/02 | Sheriff Tyraspol       | Mołdawia | Divizia Națională | 26    | 2      |
| 2002/03 | Sheriff Tyraspol       | Mołdawia | Divizia Națională | 25    | 3      |
| 2003/04 | Sheriff Tyraspol       | Mołdawia | Divizia Națională | 23    | 0      |
| 2004    | FK Moskwa              | Rosja    | Priemjer-Liga     | 14    | 2      |
| 2005    | FK Moskwa              | Rosja    | Priemjer-Liga     | 28    | 0      |
| 2006    | FK Moskwa              | Rosja    | Priemjer-Liga     | 23    | 1      |
| 2007    | FK Moskwa              | Rosja    | Priemjer-Liga     | 24    | 2      |
| 2008    | FK Moskwa              | Rosja    | Priemjer-Liga     | 23    | 4      |
| 2009    | Lokomotiw Moskwa       | Rosja    | Priemjer-Liga     | 7     | 0      |
| 2009    | Krylja Sowietow Samara | Rosja    | Priemjer-Liga     | 10    | 0      |
| 2010    | FK Rostów              | Rosja    | Priemjer-Liga     | 8     | 0      |
| 2011/12 | Lokomotiw Moskwa       | Rosja    | Priemjer-Liga     | 4     | 0      |
| 2012/13 | Sheriff Tyraspol       | Mołdawia | Divizia Națională | 10    | 1      |
| 2012/13 | FC Tiraspol            | Mołdawia | Divizia Națională | 2     | 0      |

## Kariera reprezentacyjna
W reprezentacji Mołdawii Iwanow zadebiutował w 2001 roku. Od tego czasu jest podstawowym zawodnikiem zespołu i ma za sobą występy w eliminacjach do mistrzostw świata oraz mistrzostw Europy.